# FK Niżny Nowogród
Futbolnyj Kłub Niżny Nowogród (ros. Футбольный клуб «Нижний Новгород»), ze względów sponsorskich Futbolnyj Kłub „Pari” Niżny Nowogród (ros. Футбольный клуб «Пари» Нижний Новгород) – rosyjski klub piłkarski z Niżnego Nowogrodu nad Wołgą.

## Historia
Chronologia nazw:
- 2015: Wołga-Olimpijec Niżny Nowogród (ros. ФК «Волга-Олимпиец» (Нижний Новгород))
- 2016: Olimpijec Niżny Nowogród (ros. ФК «Олимпиец» (Нижний Новгород))
- 2018: FK Niżny Nowogród (ros. ФК «Нижний Новгород»)
- 2022: Pari Niżny Nowogród (ros. ФК «Пари» (Нижний Новгород))

Klub powstał 1 czerwca 2015 pod nazwą Wołga-Olimpijec (ros. «Волга-Олимпиец») i miał na celu przygotowanie młodych piłkarzy do gry w ówczesnym głównym klubie miasta, Wołdze Niżny Nowogród. Kiedy w 2016 roku Wołga została rozwiązana, Olimpijec usunął człon Wołga ze swojej nazwy i stał się w pełni niezależnym klubem.
W sezonie 2016/17 drużyna wygrała rozgrywki Drugiej Dywizji w grupie uralsko-nadwołżańskiej i awansowała do Pierwszej Dywizji.
Przed sezonem 2018/19 klub zmienił nazwę na FK Niżny Nowogród.
10 czerwca 2022 ze względów komercyjnych klub dodał do nazwy klubu sponsora, w związku z czym stał się nazywać Pari Niżny Nowogród.